# Пловдивско македоно-одринско дружество
Пловдивското македоно-одринско дружество е местно дружество на Македоно-одринската организация и заедно със Софийското и Кюстендилското е сред най-големите и най-важни за организацията.

## История

### 1895 - 1903 година
На 14 януари 1895 година група емигранти от Македония и Одринска Тракия се събират и решават да образуват дружество, като избират и комисия, която да изработи проект за устав. На 22 януари на учредително събрание в хотел „Сан Стефано“ е образувано Македонско дружество „Утеха“, като за пръв председател на настоятелството е избран Антон Зисов. В устава на дружеството като цел е записано:
| „ | С всички възможни и незапретени от законите в княжеството и добрите нрави средства, да се съдейства за подобрението участта на българите, родени в неосвободените части на етнографическа България. | “ |

Дружеството, което има около 100 членове, става част от образуваната на Първия македонски конгрес Македонска организация. Събраните около 8000 лева са дадени за въоръжаване на Пловдивско-станимашката чета на Георги Христов Маламата, която участва в Четническата акция, взаимодействайки с Трета сярска дружина на поручик Тома Давидов.
На 7 май 1895 година, след самоубийството на Антон Зисов, е избрано ново настоятелство, начело с Антон Алтъпърмаков, който е и делегат на дружеството на Втория македонски конгрес през декември. При настъпилото разцепление в МОО Пловдивското дружество подкрепя Върховния комитет срещу Македонския комитет на Наум Тюфекчиев.
В 1896 година дружеството е оглавено от бившия военен министър Михаил Савов, а на следната 1897 година от социалдемократическия водач Димитър Благоев. През 1900 година името му се променя на Пловдивско македоно-одринско дружество и при председателстването на Борис Сарафов в София, дружеството заедно с цялата МОО преживява бурен подем.
От май 1899 до декември 1902 година председатели и подпредседатели на настоятелството на дружеството са: Драган Табаков и Павел Генадиев, Крум Мутафов и Павел Генадиев, доктор Христо Танчев и Димитър Благоев, доктор Иван Кесяков и Димитър Манчев, Димитър Страшимиров и Ангел Станков, като неизменен секретар е Иван Йосифчев.
Дружеството от 160 души през август 1899 нараства на 370 през октомври 1900 година, а приходите му от 2241 на 5075 лева, събирани от членски внос, дарения, театрални представляния и лотарии. Като пълномощник за създаване на нови дружества клонове в околията е изпратен Павел Генадиев. До края на 1899 година са учредени дружества в Копривщица, Клисура, Карлово, Калофер, Сопот, Хисаря и Паничери, а на следната година – в Куртово Конаре. Генадиев поддържа в града работилница за раници и патрондаши за четите. Складираното в града оръжие се прехвърля към Чепеларския пункт и оттам в Османската империя.
Пловдивското дружество поддържа активни връзки с клона на Дашнакцутюн в града, начело с Степан Зорян (Ростом), като плод на това сътрудничество е четата на Слави Мерджанов и Бедрос Сиремджиян, която навлиза в Одринска Тракия през 1901 година.
При разкола настъпил в МОО на Десетия конгрес през юли – август 1902 година и създаването на два Върховни комитета – на Иван Цончев и на Христо Станишев, Пловдивското дружество многократно се изказва за взаимно помирение и за разбирателство с Вътрешната организация. На 30 януари 1903 година МОО заедно с провинциалните дружества са разпуснати от правителството.

### След 1919 година
Пловдивското дружество се възражда като Македоно-одринско благотворително братство, възстановено в 1919 година от кукушанина Иван Кротев. Дългогодишен негов председател е Тодор Попантов.
В края на 1920 година при разкола между Изпълнителния комитет на Съюза македонските братства и Временната комисия, Пловдивского дружество се обявява за неутрално и не подкрепя нито Комитета, нито Комисията и наследилата я Македонска федеративна емигрантска организация. Братството е на позициите на вече несъществуващото Временно представителство на обединената бивша Вътрешна революционна организация. В 1922 година дружеството започва да издава „Бюлетин“, който критикува и Комитета и Комисията - първият е определян като „проводник на империалистическата политика на българската държава“, а втората - неговото alter ego, като „плиткоумна диверсия на същата политика, слабо маскирана с етикета „федеративност“ и силно наситена с необуздано желани за удовлетровяване на лични амбиции.“ Дружеството призовава емиграцията за внимава с политиканстващите демагози, докато робът в Македония робува, а бежанецът в България гладува и препоръчва организирането в независими дружества, които да се федерират помежду си. Дружеството се опитва да се превърне в нов център на македонската емгирация. То настоява за създаване на една-единствена организация, основана на принципите на Временното представителство. То се готви да покани делегати от страната да се конституират в Пловдив като конференция, която за разгледа идейните, организационните и тектическите страни на Македонския въпрос. Причината е, че „Изпълнителният комитет и братствата са в пълен банкрут“, Временната комисия е „болник с неопределена диагноза“, а създаванто на Емигрантския комунистически съюз „Освобождение“ е „опасен прецедент“, който би насърчил и останалите партии да образуват такив групи. Същевременно дружеството показва връзките на Изпълнителния комитет с Демократическата партия, а на Временната комисия - с БЗНС и БРСДП (о).
Амбициите на дружеството за нова емигрантска организация са критикувани от Свиленградското македонско дружество, начело с Ат. Стоименов и В. Антонов, като сепаратизъм, внасящ „вредно колебание и смут в емиграцията“. Пловдивското дружество отговаря, че тези критики трябва да се насочат към Изпълнителния комитет и Временната комисия, които разцепват емиграцията. Голям проблем за дружеството е основаното от Временната комисия в Пловдив дружество, наречено „федеративно“.
Делегати от братството на обединителния конгрес на СМЕО и МФРО от януари 1923 година са Атанас Бабев, Атанас Гьоков, А. В. Чуков, А. Минчев, Богдан Стаматов, Георги Карамитрев, Гоно Ванчев, Г. Б. Галинов, Дионис Киркитов, Димитър Г. Симитчиев, Деспотов, Иван Димчев, Иван Ст. Проданов, Иван Снегаров, Христов, М. Сматракалев, Н. Томов, Никола Георгиев, Никола Досев, М. Калоянов, Петър Хаджириндов, Стоян Димитров, Стефан Гатов, Симеон Евтимов, Т. Анастасов, Трайко С. Узунов, Х. Д. Пейков и Христо Татарчев.
На 10 юни 1923 година в Пловдив е основано Благотворително дружество на македонската емиграция „Гоце Делчев“, негов председател е Петър Ацев, подпредседател е Ат. Попов, секретар – Г. Абаджиев, касиер – Д. Гичев, а членове са Петър Хаджириндов, В. Бахчеванов, Ив. Домчев, Ат. Томбушев, Д. Попов, Ат. Марков, а в тричленната контролна комисия са избрани Д. Трайков, Д. Киркитов и Андрей Льочков. На 28 септември 1924 година е избрано ръководство в състав Тодор Попантов (председател), Аню Попов (подпредседател), Георги Венчев (секретар), Андрей Льочков (касиер) и съветници Дионис Киркитов, Димитър Лопов, Туше Шишманов, Иван Йосифчев и Тома Спространов. На 17 януари 1926 година е избрано настоятелство в състав Тодор Попантов (председател), Тома Спространов (подпредседател), Иван Йосифчев, Андрей Лиочков, Дионис Киркитов, Димитър Попов, Атанас Михайлов, Богдан Фурнаджиев и Марин Х. Великов. В контролната комисия влизат Д. Ташков, Г. Ризов и Христо Нощев.
В 1936 година в настоятелството влизат Иван Димитров Тодоров (председател), Климент Шапкарев (подпредседател), Крум Киров Сарджов (секретар), Атанас Христев Ташков (касиер), а членове са Алекс. Хр. Копандоев, Пандо Кирков, Лазар Начев, Апостол Дървенски и Коста Кочев. В контролната комисия са Тома Спространов (председател) и Методи Траков (член). През 1938 година за председател на управителния съвет е избран Иван Топлеклиев, а в проверителната комисия Юрдан Лазаров Петров.
На 11 април 1926 година е учредена женската секция към братството. В изпълнителното му бюро влизат П. Антова, П. Тишинова, Зорка Пенчева, В. Михайлова, В. Христова и Ф. Сакъзова. През 1936 година Македонското женско културно-просветно благотворително дружество „Ангела х. Георгиева“ в Пловдив избира настоятелство в състав Ташина М. Янчулева (председател), Звезда Стаматова (подпредседател), Танка В. Илиева (секретар), Евгения П. Пенчева (касиер), Величка К. Сарджева, Люба Захариева и Велика Бъчварова са съветнички. През 1937 година се занимава с подпомагане на бедни ученици, студенти, питомци на сиропиталище „Битоля“ и други.